# 希德·布迪納
希德·布迪納（Sid Boudina，1990年5月7日—）是一名阿爾及利亞的划船運動員，擅長單人雙槳和輕量級單人雙槳項目，他曾代表國家參加2016年里約奧運和2020年東京奧運。

## 外部連結
- 希德·布迪納在WorldRowing.com的资料